# Пробуждение (Доктор Кто)
Пробуждение (англ. The Awakening) — вторая серия двадцать первого сезона британского научно-фантастического телесериала «Доктор Кто», состоящая из двух эпизодов, которые были показаны в период с 19 по 20 января 1984 года.

## Сюжет
Тиган собирается навестить своего дедушку в деревне Хаколь. ТАРДИС материализуется где-то среди развалин деревенской церкви. Доктор замечает чью-то фигуру и выбегает, чтобы спасти её от возможного очередного обрушения, однако, когда он выходит, никого не обнаруживается. При выходе из разваливающейся церквушки их схватывает группа фанатов гражданской войны в Британии 17 века, восстанавливающих этот момент истории. Единственная в деревушке, не вовлечённая в игру, учитель истории, мисс Хэмптон, говорит Тиган, что её дедушка, Эндрю Верни, пропал два дня назад. Разволновавшись, она в эмоциях убегает. Турлоу и Доктор убегают за ней. По дороге Доктор сталкивается со странным человеком в лохмотьях, чью фигуру он видел в церкви, и бежит за ним. Прибегая по его следу в руины монастыря, Доктор встречает неизвестно откуда появившегося подростка из 1643-го года — Уилла Чандлера. Туда же прибегают и Турлоу с Тиган. Доктор понимает, что Уилл мог попасть в 1984-й только с помощью энергии из какого-то инопланетного источника. Чандлер рассказывает Доктору, что в году, из которого он переместился, к ним пришёл некий Малус, тёмный колдун 17-го века. Они находят потайной ход в церкви и идут по нему. Там же они встречают мисс Хэмптон, прячущуюся от, по её мнению, «совсем обезумевших» солдат. Турлоу и Тиган схватывают. Сэр Джордж Хатчинсон, судья, решает сделать Тиган Майской Королевой. В церкви Доктор обнаруживает металл с космического исследовательского судна с планеты Раага. Там же он вскрывает странную трещину в стене и обнаруживает за ней огромное каменное лицо.
Лицо оказывается частью духа Малуса. Доктор говорит, что Малус — это компьютерная система с разбившегося корабля. Перед ними возникает человек, за которым гнался Доктор до церкви. Уилл в страхе убегает, Доктор говорит, что человек в лохмотьях — психическая проекция, контролируемая лицом. С мисс Хэмптон он бежит от проекции, которая собирается их убить. Они прибегают к Тиган, около которой стоит сэр Джордж. Он приказывает Бену Вулси убить Доктора и мисс Хэмпсон, а сам удаляется из комнаты, но Бен отказывается и отпускает всех. Вместе с ним Доктор, Уилл и Тиган останавливают сражение и бегут к церкви, вбегая в ТАРДИС, в которой появляется дух Малуса. Тем временем Турлоу, вместе с дедушкой Тиган, освобождаются из какого-то подвала, где их заперли, и бегут к монастырю. Доктор берёт под контроль Малуса в ТАРДИС. Малусу требуется отдых, и он призывает в церковь сэра Джоржда. Доктор пытается договориться с ним, но Уилл в эмоциях сбрасывает его к лицу Малуса, в дыме которого тот погибает. Компьютерная система понимает, что её план провалился, и решает выполнить свою основную функцию, начиная полное разрушение церкви. Доктор со своими спутниками убегает в ТАРДИС, и они улетают в деревушку, в то время как церковь окончательно разваливается, благодаря самоуничтожению системы Малуса. Фанаты пробуждаются от подчинённости системе, навсегда закончив свою «игру». Тиган, Верни, мисс Хэмптон и Бен уговаривают межвременного путешественника остаться на чай.

## Трансляции и отзывы
| Эпизод            | Дата показа    | Продолжительность | Телезрители (в миллионах) |
| ----------------- | -------------- | ----------------- | ------------------------- |
| «Часть 1»         | 19 января 1984 | 25:18             | 7,9                       |
| «Часть 2»         | 20 января 1984 | 24:47             | 6,6                       |
| [ 1 ] [ 2 ] [ 3 ] |                |                   |                           |

## Интересные факты
- Сценарист Эрик Савард планировал написать еще одну историю о терилептилах, поэтому вставил в серию их упоминание.
- Изначально в серии также участвовал и Камелион, но сцены с ним были вырезаны при монтаже.